# Talstufe

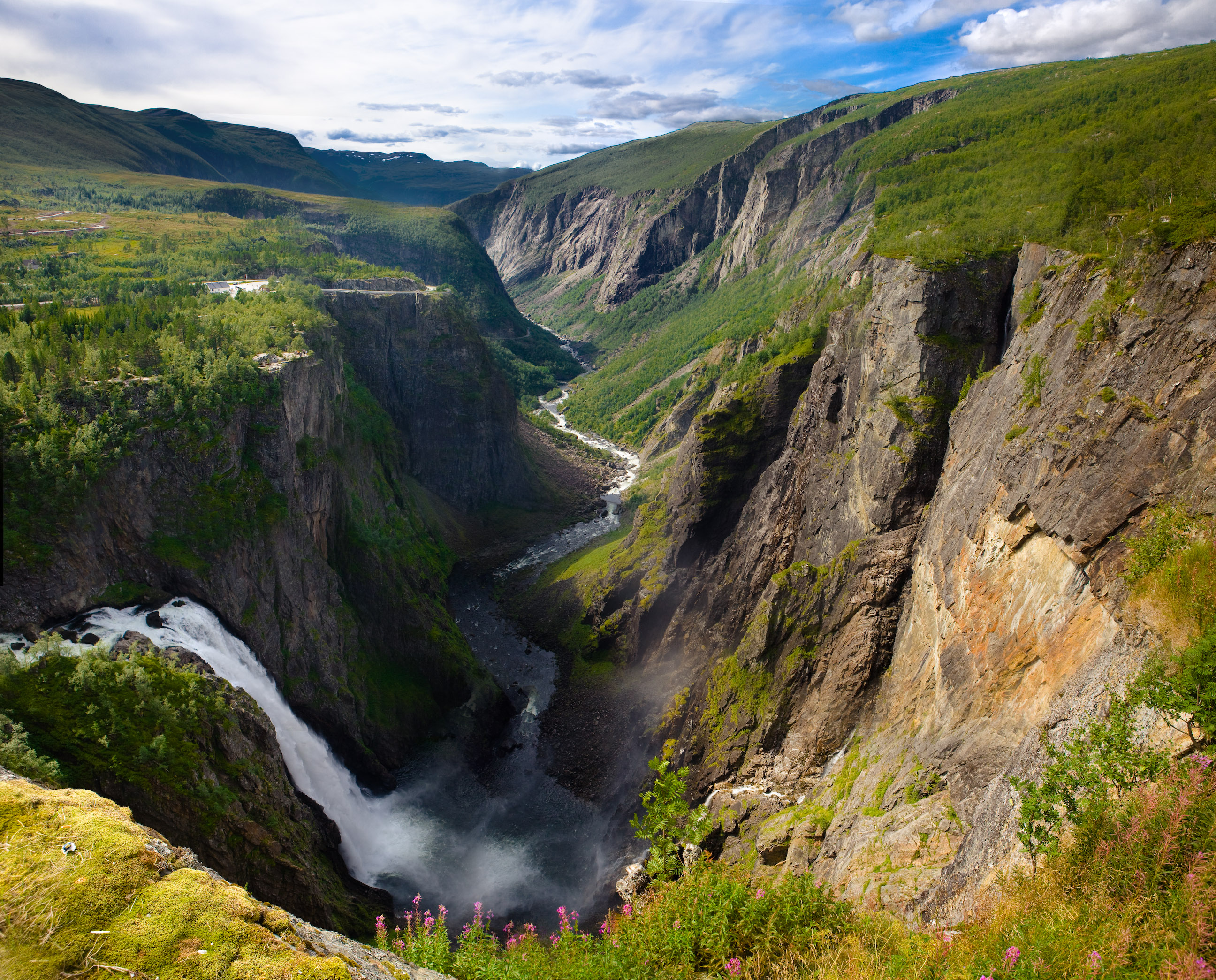
Talstufe als Beginn des Måbødalen (Hardangervidda)

Eine Talstufe oder Talschwelle ist ein markanter Gefällebruch im Längsprofil von Tälern, zumeist von durch Gletscher geformten Trogtälern.

## Beschreibung

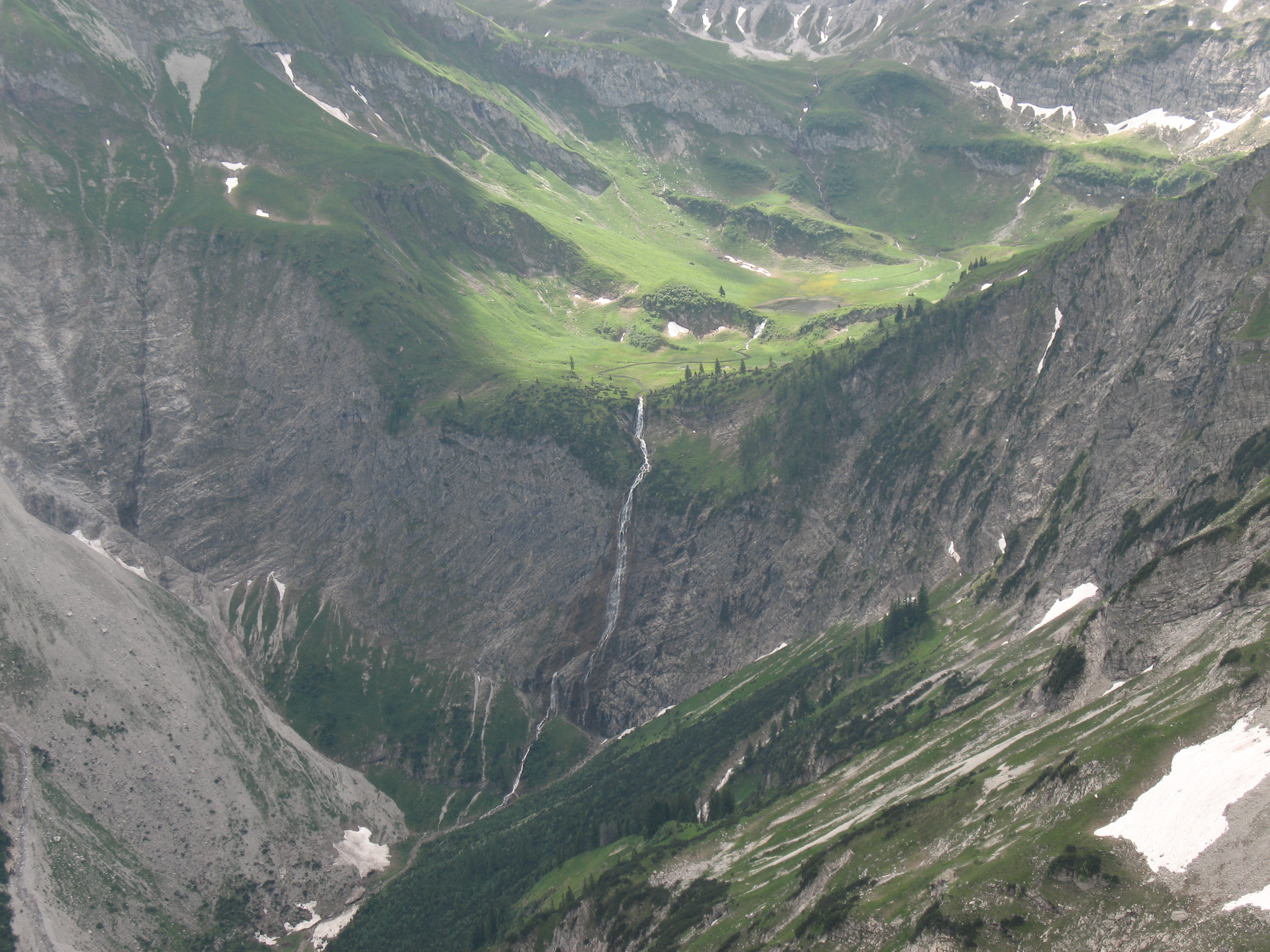
Typische Talstufe in einem Trogtal (Vilsalptal, Allgäuer Alpen), U-Profil vorne nahezu verschüttet, hinten der sanfte Kartobel

Typischerweise weist ein durch Gletscher geformtes Tal eine Folge von Beckenformen und dazwischen liegenden Schwellen auf, die durch die örtlich variierende Tiefenerosion von Talgletschern entsteht. Nach dem Abschmelzen des Eises tritt dies zunächst als Abfolge von Seen mit dazwischen liegenden Stromschnellen oder Wasserfällen in Erscheinung. Gerölltransport, Erosions- und Ablagerungsvorgänge der Fließgewässer lassen daraus schließlich Abfolgen von Talböden und Schluchten entstehen.
Derartige Beckenformen mit abruptem Beginn erscheinen oft als markante Stufen, die die ebeneren Talabschnitte voneinander trennen können. Deutliche Stufen entstanden oft dort, wo die Erosionsleistung des einstigen, das Tal erfüllenden Gletschers plötzlich erhöht war, etwa beim Zusammenströmen von Gletschern. Sie werden dann als Konfluenzstufen bezeichnet. Ähnliche Stufen entstehen auch, wenn sich flächenhaft aufeinander zubewegendes Eis zu Gletscherströmen formiert, die die Gesteinsoberflächen intensiver ausschürfen können (Exaration). Liegen solche Talstufen nahe am oberen Ende eines Tales, werden sie auch als Talschluss bezeichnet. Von Talstufen mit Schluchten abgeriegelte Talkessel können bei Siedlungsräumen zu Isolationslagen führen, die einst schwer erreichbar waren. Als Beispiel sei das Schams erwähnt, das in der Tallinie des Hinterrheins von der Rofflaschlucht und der Viamala begrenzt ist.
Nebentäler, die hoch über der Talsohle auf ein Trogtal treffen, münden ebenfalls mit einer deutlichen Stufe in das Haupttal. Der Bach stürzt dann über die Trogtalwand des Haupttales hinab. Man spricht hier von einem Hängetal, die Stufe wird dabei morphologisch der Talwand des Haupttals zugerechnet, ist also keine Talstufe im beschriebenen engeren Sinne. Ähnliches gilt für Kartäler, die in Oberhänge eines Haupttales eingesenkt sind.
Talstufen können auch schon vor der Vergletscherung im Gebirgsrelief angelegt gewesen sein, oder gänzlich ohne Gletscherwirkung entstehen, typischerweise auf Grund wechselnder Erosionsresistenz des Gesteins wie etwa an Schichtstufen oder auf Grund aktiver Verwerfungen. Eine eventuelle anschließende Überformung geschieht durch glaziale Erosion eher akzentuierend, durch fluviale Erosion aber eher ausgleichend. 
Durch fluviale Erosion bedingte Talstufen können in wasserdurchlässigen Gesteinen an Austrittspunkten von Kluftwasser entstehen, wenn dort die Wassermenge ausreicht, das Tal unterhalb durch Erosion einzutiefen. Auch durch Flussanzapfungen können markante Talstufen entstehen wie im Verlauf des Schleifebächles im Bereich der Wutachschlucht.
Talstufen können aber auch akkumulativ entstehen durch Massenbewegungen wie Bergstürze oder schleichend durch Talzuschub.